# Такунан-Мару №7
Такунан-Мару № 7 (Takunan Maru No.7) — судно, яке під час Другої світової війни взяло участь у операціях японських збройних сил на Маршаллових островах.
Такунан-Мару № 7 спорудили в 1937 році на верфі Osaka Iron Works на замовлення компанії Nippon Suisan, яка призначила його для використання в операціях китобійного флоту.
У якийсь момент судно реквізували для потреб Імперського флоту Японії та переобладнали у тральщик.
4 грудня 1943-го судно перебувало на Кваджелейні (Маршаллові острови), коли по ньому завдало удару американське авіаносне з'єднання. Серед потоплених кораблів було й Такунан-Мару № 7.
Наразі залишки судна лежать на глибині від 19,8 до 39,6 метра.